# Tagavarpörarna
Tagavarpörarna är två kobbar i Finland.   De ligger i kommunen Pargas i landskapet Egentliga Finland, i den sydvästra delen av landet, 200 km väster om huvudstaden Helsingfors.
Havet är nära Tagavarpörarna åt sydväst.  Närmaste större samhälle är Korpo, 18,4 km öster om Tagavarpörarna. 